# Nesoddtangen
Nesoddtangen – miasto w Norwegii, położone w okręgu Akershus, liczące 12 599. mieszkańców (2016). Ośrodek przemysłu spożywczego.